# Xenopoclinus leprosus
Xenopoclinus leprosus är en fiskart som beskrevs av Smith, 1961. Xenopoclinus leprosus ingår i släktet Xenopoclinus och familjen Clinidae. IUCN kategoriserar arten globalt som livskraftig. Inga underarter finns listade i Catalogue of Life.